# Tabernaemontana
Genre
Classification phylogénétique
Tabernaemontana est un genre de plantes à fleurs de la famille des Apocynacées. Il regroupe 100 à 110 espèces que l'on trouve dans les régions tropicales. Ces plantes sont des arbrisseaux et des arbres de 1 à 15 m de haut. Les feuilles sont sempervirentes, opposées, longues de 3 à 25 cm, à sève laiteuse. Les fleurs sont odorantes, blanches, d'un diamètre de 1 à 5 cm.

## Taxonomie
Le nom correct complet (avec auteur) de ce taxon est Tabernaemontana Plum. ex L..
Ce taxon porte en français le nom vernaculaire ou normalisé suivant : Tabernémontane,.

### Origine du nom
Le genre Tabernaemontana a été créé par Carl von Linné en 1753 en référence au botaniste et médecin allemand Jakob Dietrich von Bergzabern (Bad Bergzabern, 1522 - Heidelberg, 1590), connu aussi sous le nom de Tabernaemontanus, latinisation de son lieu de naissance Bergzabern.

### Synonymes
Une grande confusion règne dans la littérature botanique concernant la délimitation de ce genre,
,.
| - Anacampta Miers - Anartia Miers - Bonafousia A.DC. - Camerunia (Pichon) Boiteau - Capuronetta Markgr. - Conopharyngia G.Don - Domkeocarpa Markgr. - Ervatamia (A.DC.) Stapf - Gabunia K.Schum. ex Stapf - Hazunta Pichon - Leptopharyngia (Stapf) Boiteau - Muntafara Pichon - Ochronerium Baill. - Oistanthera Markgr. | - Pagiantha Markgr. - Pandaca Thouars - Pandacastrum Pichon - Peschiera A.DC. - Phrissocarpus Miers - Protogabunia Boiteau - Pterotaberna Stapf - Quadricasaea Woodson - Rejoua Gaudich. - Sarcopharyngia (Stapf) Boiteau - Stenosolen (Müll.Arg.) Markgr. - Taberna Miers - Testudipes Markgr. |

## Principales espèces
Le genre Tabernaemontana est pantropical. Il comporte environ 110 espèces.
On trouve environ 18 espèces sur le continent africain et 15 à Madagascar.
- Tabernaemontana africana. Afrique.
- Tabernaemontana alba (White Milkwood). Amérique centrale.
- Tabernaemontana amygdalifolia. Sud du Mexique, Amérique centrale, nord de l'Amérique du Sud.
- Tabernaemontana bovina. Du sud de la Chine à la Thaïlande.
- Tabernaemontana bufalina. Du sud de la Chine à la Thaïlande.
- Tabernaemontana calcarea Pichon 1948. Madagascar.
- Tabernaemontana callosa Pichon 1948, Madagascar
- Tabernaemontana capuronii. Madagascar.
- Tabernaemontana catharinensis. Ouest de l'Amérique du Sud.
- Tabernaemontana cerifera. Nouvelle-Calédonie.
- Tabernaemontana ciliata Pichon, Madagascar.
- Tabernaemontana citrifolia Antilles, bois-lait
- Tabernaemontana coffeoides. Comores, Madagascar.
- Tabernaemontana contorta Stapf
- Tabernaemontana corymbosa. Sud-est de l'Asie.
- Tabernaemontana crassa Benth. 1849; Huber 1963. Afrique tropicale, Madagascar.
- Tabernaemontana crassifolia. Madagascar.
- Tabernaemontana cymosa. Ouest de l'Amérique du Sud.
- Tabernaemontana debrayi (Mgf.) Leeuwenberg 1938. Madagascar.
- Tabernaemontana divaricata (Couronne de Néron ou Fleur moulin à vent). Du nord de l'Inde à la Thaïlande.
- Tabernaemontana elegans (Arbre du Crapaud). Du Nord de l'Afrique du Sud à la Somalie.
- Tabernaemontana eusepala. Madagascar.
- Tabernaemontana eusepaloides. Madagascar.
- Tabernaemontana glandulosa (Stapf) Pichon. Afrique centrale.
- Tabernaemontana hallei (Boiteau) Leeuwenb. Cameroun, Gabon.
- Tabernaemontana heyneana. Inde.
- Tabernaemontana humblotii. Madagascar.
- Tabernaemontana laevis Vell.. Brésil.
- Tabernaemontana mocquerysii. Madagascar.
- Tabernaemontana pachysiphon Stapf. 1894. Afrique de l'est tropicale.
- Tabernaemontana pandacaqui. Sud-est de l'Asie, Australasie, Ouest des îles l'Océan Pacifique.
- Tabernaemontana persicariifolia Jacq. , bois de lait, endémique de la Réunion de Maurice.
- Tabernaemontana phymata. Madagascar.
- Tabernaemontana retusa. Madagascar.
- Tabernaemontana rostrata. Sud-est de l'Asie.
- Tabernaemontana sambiranensis. Madagascar.
- Tabernaemontana sananho. Nord de l'Amérique du Sud.
- Tabernaemontana sessilifolia. Madagascar.
- Tabernaemontana siphilitica. Nord de l'Amérique du Sud.
- Tabernaemontana stellata. Madagascar.
- Tabernaemontana ventricosa (Arbre du crapaud de la forêt). Cameroun, Afrique du Sud.

## Description
Ce sont pour la plupart des petits arbres, ou arbustes ou même des sous-arbrisseaux. Leurs feuilles sont persistantes, lancéolées et sont plus ou moins coriaces. Les fruits sont bipartites avec une constriction plus ou moins nette. On trouve le plus souvent cette plante en Afrique ou en Amérique du Sud.
On retrouve dans les espèces de Tabernaemontana beaucoup d'alcaloïdes qui ressemblent à l'ibogaïne comme la voacangine et d'autres alcaloïdes indoliques.

### Utilisations
L'espèce T. crassa était utilisée comme narcotique dans la médecine de l'Afrique (principalement l'ouest). L'espèce T. dichotoma était quant à elle utilisée pour ses propriétés hallucinogènes. Quelques espèces de Tabernaemontana rentrent dans la composition de la drogue psychédélique nommée Ayahuasca.
Dans toutes les régions tropicales, les propriétés pharmacologiques des alcaloïdes indoliques sont mises à profit. Le latex toxique de T. ciliata que l'on rencontre au nord et nord-est de Madagascar est utilisé comme purgatif puissant. En Afrique de l'Ouest, le latex de T. crassa réduit en pâte est utilisé comme anesthésique local (luxations, maux de tête, blessures...) et pour les infections dermiques (filariose, teigne et mycose).
Préparation des tabernaemontana

On utilise les feuilles, les racines et l'écorce de la plante pour en préparer des remèdes. Les graines sont aussi ingérées ou préparées en infusion comme hallucinogène.